# Zamek Świętego Piotra

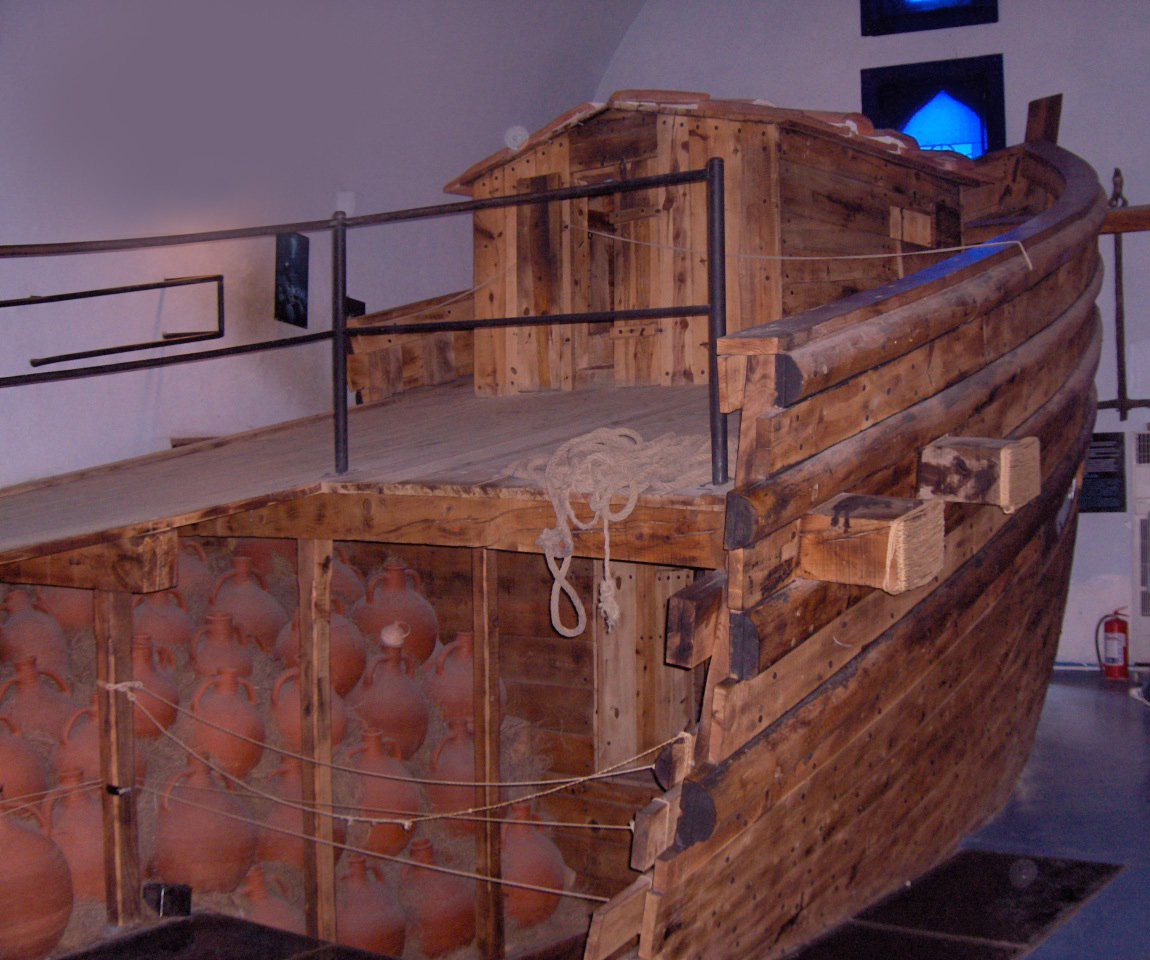
Fragment zrekonstruowanego wraku z Yassi Ada

Zamek Świętego Piotra (tur. Sen Piyer Kalesi), Zamek Bodrum (tur. Bodrum Kalesi) – średniowieczny zamek krzyżowców w Bodrum, położony na cyplu nad brzegiem Morza Egejskiego, pomiędzy dzisiejszymi zatokami Salmakis i Kumbahçe.

## Historia
Twierdza zbudowana została w latach 1402–1522 na przylądku w portowej zatoce przez joannitów (rycerzy Zakonu Szpitalników Świętego Jana z Jerozolimy) z materiałów pozyskanych ze znajdującego się w pobliżu starożytnego mauzoleum. Przewidziana była jako lądowy komponent ich niedalekiej twierdzy na wyspie Kos. Zdobycie i opanowanie głównej siedziby joannitów na Rodos przez sułtana Sulejmana (grudzień 1522) wymusiło na joannitach opuszczenie i tej warowni, będące jednym z warunków kapitulacji zakonu. Kompleks zamkowy przetrwał późniejsze lata zaniedbania i od 1895 służył władzom osmańskim jako więzienie. Podczas I wojny światowej doznał uszkodzeń wskutek ostrzału z francuskiego okrętu.

## Opis obiektu
Twierdzę wzniesiono na planie kwadratu o wymiarach 180 m x 185 metrów. Prowadzi do niej 7 bram dekorowanych herbami i inskrypcjami, a wyposażone w blanki mury umacniają w narożnikach 4 główne wieże noszące nazwy od statutowych języków (lingua) zakonu: Angielska (Lwia), Francuska, Niemiecka i Hiszpańska (Węży). Narożną jest też Wieża Komendanta i niewielka Wieża Gatineau, a w zabudowaniach wewnętrznych wzniesiona jest Wieża Włoska. 
Obecnie wykorzystywane są one na pomieszczenia muzealne. W Wieży Komendanta, gdzie znajduje się wejście do zamkowego kompleksu, pomieszczono wystawę poświęconą pierwszej wojnie światowej. Trójkondygnacyjna Wieża Angielska mieści zbiory militariów, w Wieży Niemieckiej umieszczono znaleziska z przypadkowo odkrytego w 1989 r., bogato wyposażonego grobowca ze szczątkami „księżniczki karyjskiej” z połowy IV w. p.n.e. Atrakcją Wieży Gatineau są lochy więzienne wykorzystywane przez joannitów, z ekspozycją narzędzi tortur. Z kolei w Wieży Węży umieszczono wystawę handlowych amfor wydobytych w pobliskich wodach egejskich (inna ich ekspozycja znajduje się na głównym dziedzińcu zamkowym). 
Od 1962 r. część zabudowań twierdzy wykorzystywanych jest też jako siedziba Muzeum Archeologii Podwodnej (tur. Sualtı Arkeoloji Müzesi), corocznie odwiedzanego przez ponad 300 tysięcy gości, a w 1995 wyróżnionego tytułem Europejskiego Muzeum Roku. Do unikalnych i najcenniejszych eksponatów „muzeum wraków” należą:
- części fenickiego wraku z epoki mykeńskiej, z okolic przylądka Gelidonya, wraz z ładunkiem pochodzące z pierwszych wykopalisk podwodnych prowadzonych w Turcji w końcu lat 50. XX wieku;
- szczątki wraku statku handlowego z XIV w. p.n.e. z jego ładunkiem, odnalezione w 1982 koło przylądka Uluburun;
- wrak bizantyjskiego statku handlowego z ładunkiem amfor (VII wiek), odkrytego przy pobliskiej wysepce Yassi Ada w latach 1961-1964, rekonstruowany w naturalnej wielkości;
- odrestaurowany wrak arabsko-bizantyjskiego „szklanego statku” z początków XI wieku, odkrytego (1973) w porcie Serçe koło Marmaris, a wydobytego w latach 1977-1979[5][2].

Ponadto część ogrodowo-parkowa w obrębie murów prezentuje w postaci wybranych roślin i drzew liczne przykłady flory śródziemnomorskiej.